# Конер, Макс
Макс Ко́нер (нем. Max Koner; 17 июля 1854, Берлин — 7 июля 1900, там же) — берлинский художник-портретист.

## Биография
В 1873—1878 годах Макс Конер обучался в Берлинской академии художеств у Эдуарда Деге, Эдуарда Гольбейна, Антона фон Вернера и Макса Михаэля. В 1875 году Конер продолжил образование в Италии, в 1878 году с образовательными целями побывал в Париже. В 1893—1900 годах являлся членом Прусской академии художеств. Перешёл от пейзажей к изображению людей, чтобы затем окончательно посвятить себя портретной живописи. В 1888—1900 годах создал более сотни портретов, на 30 из которых был изображён кайзер Вильгельм II. В 1894 году Конер удостоился большой золотой медали Большой берлинской художественной выставки.
В 1886 году Макс Конер женился на собственной ученице Софии Конер (1855—1929), известной своими детскими портретами. Среди учеников Конера были также Конрад Видерхольд, Рихард Хюбш, Галлус Эмиль Геншель, Герман Штрук, Клара Зиверт и Пауль Герхарт Фове.
Макс Конер похоронен на 1-м кладбище иерусалимской общины новой церкви в Берлине. Мраморный памятник на его могиле. Могила не сохранилась.